# Stanford Cardinal
Stanford Cardinal är en idrottsförening tillhörande Stanford University och har som uppgift att ansvara för universitetets idrottsutövning.

## Idrotter
Cardinal deltager i följande idrotter:
| Herrar - Amerikansk fotboll - Baseboll - Basket - Brottning - Fotboll - Friidrott - Fäktsport - Golf - Gymnastik - Rodd - Segling - Simning - Simhopp - Tennis - Terränglöpning - Vattenpolo - Volleyboll | Damer - Basket - Beachvolleyboll - Fotboll - Friidrott - Fäktsport - Golf - Gymnastik - Konstsim - Lacrosse - Landhockey - Rodd - Segling - Simning - Simhopp - Softboll - Squash - Tennis - Terränglöpning - Vattenpolo - Volleyboll |

## Idrottsutövare

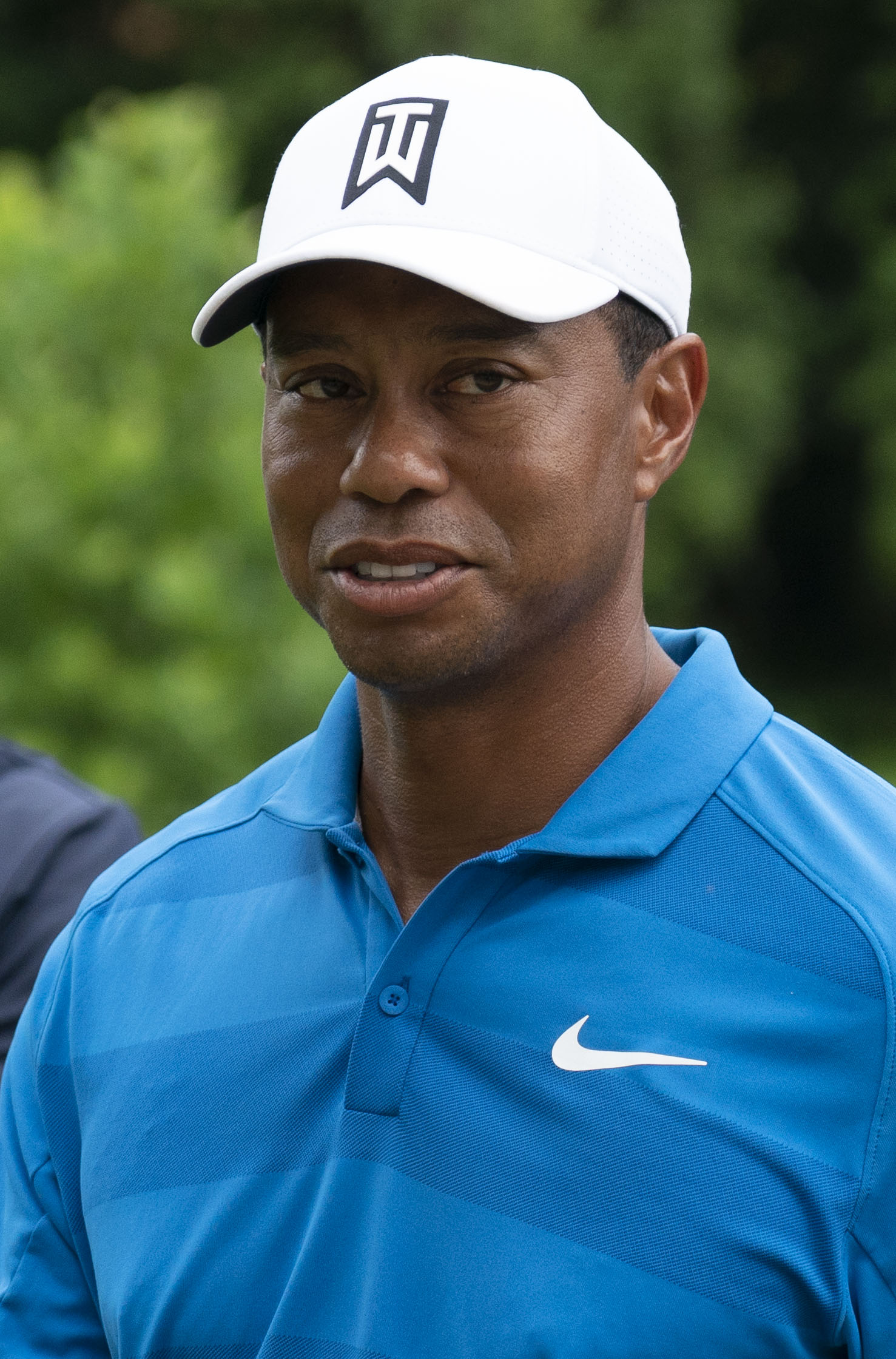
Tiger Woods.

John McEnroe.

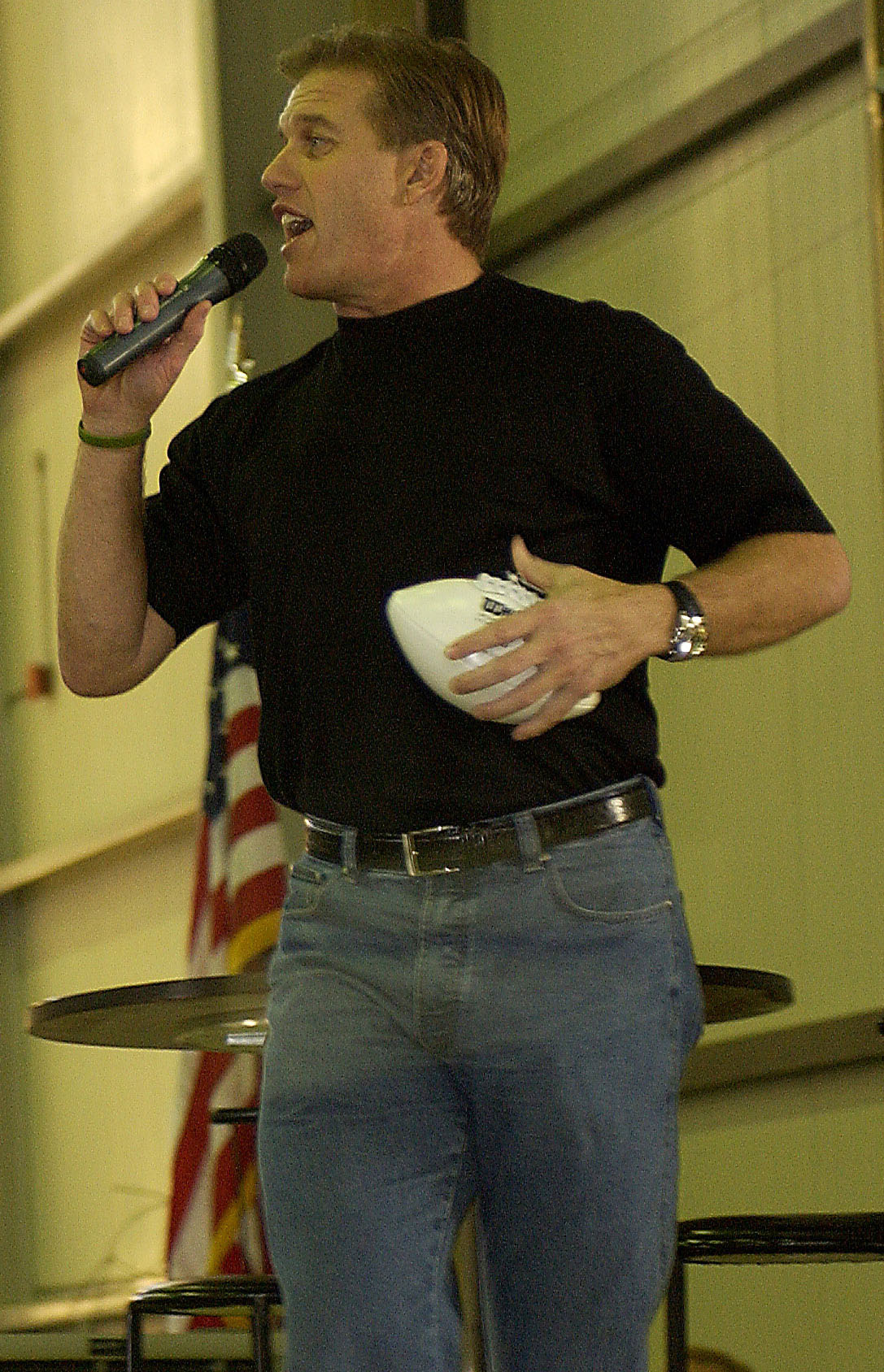
John Elway.

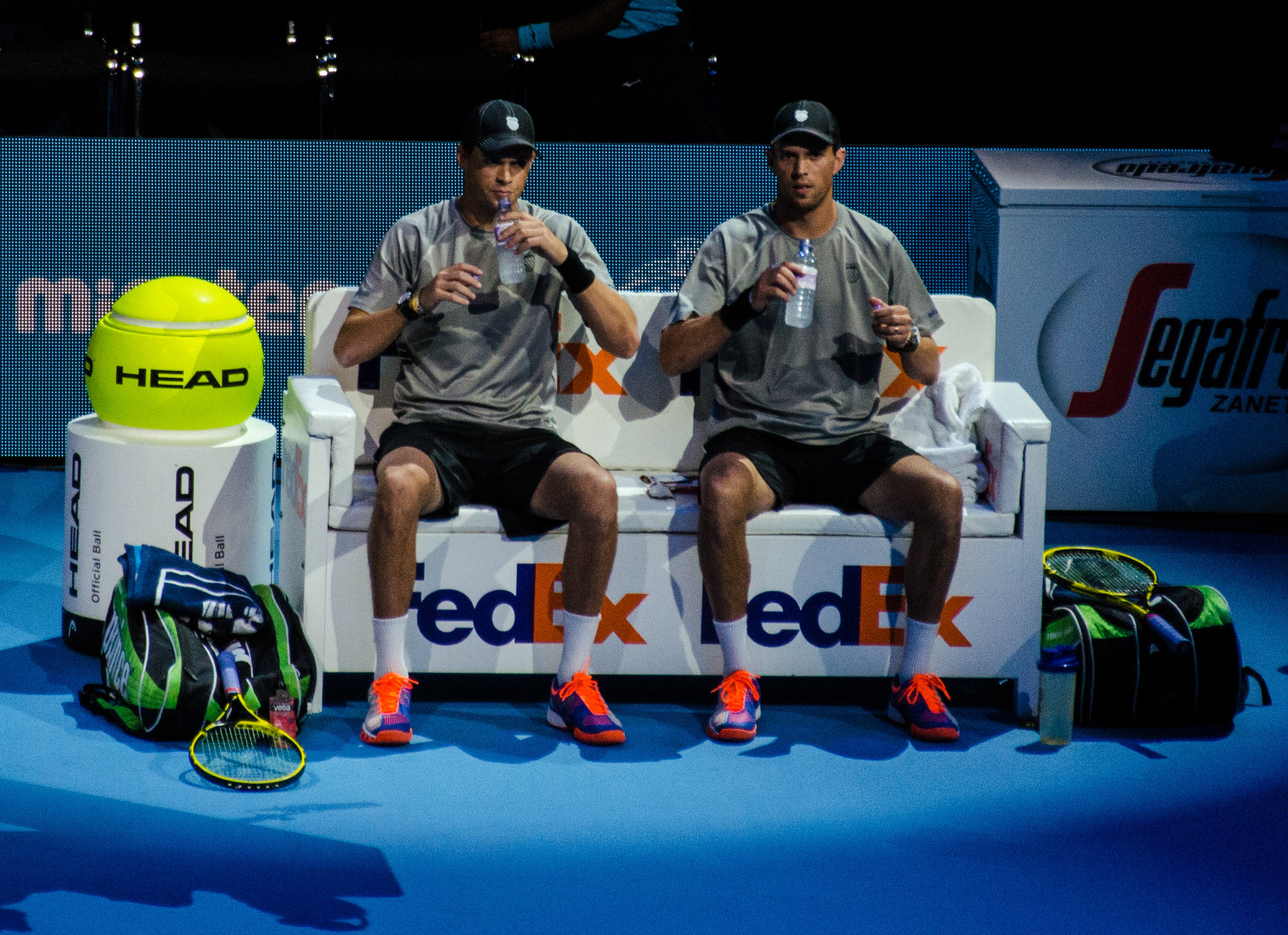
Mike & Bob Bryan.

| Amerikansk fotboll - Cory Booker - John Elway - Andrew Luck Baseboll - John Gall - A.J. Hinch - Mike Mussina Basket - Jennifer Azzi - Jason Collins - Landry Fields - Harrison Ingram - Spencer Jones - Brook Lopez - Robin Lopez - Dwight Powell - Chasson Randle - Katy Steding - Ziaire Williams Beachvolleyboll - Kerri Walsh Jennings Brottning - Patricia Miranda Fotboll - Nicole Barnhart - Tierna Davidson - Simon Elliott - Julie Foudy - Chad Marshall - Ryan Nelsen - Kelley O'Hara - Christen Press - Ali Riley - Rachel Van Hollebeke - Bobby Warshaw Friidrott - Kori Carter - Gordon Dunn - Hector Dyer - Ben Eastman - Glenn Hartranft - Robert King - Morris Kirksey - Henri LaBorde - Bob Mathias - William Miller - Feg Murray - Emerson Spencer | - Ekaterini Stefanidi - Toby Stevenson - Dave Weill Fäktsport - Alexander Massialas Golf - Sihwan Kim - Lawson Little - Hilary Lunke - Bob Rosburg - Tom Watson - Tiger Woods - Mickey Wright Gymnastik - Jair Lynch Rodd - Arthur Ayrault - Edward Ferry - James Fifer - Duvall Hecht - Adam Kreek - Elle Logan - Dick Lyon - Kent Mitchell - Kurt Seiffert Simhopp - David Fall - Marjorie Gestring - Kristian Ipsen - Clarence Pinkston - Albert White Simning - Elaine Breeden - Mike Bruner - Maya DiRado - Erin Dobratz - Janet Evans - John Ferris - Paul Hait - George Harrison - Misty Hyman - Linda Jezek - Katie Ledecky - Simone Manuel - Pablo Morales - Andrea Murez - Wally O'Connor - Markus Rogan - Norman Ross - Jeff Rouse | - Summer Sanders - Julia Smit Softboll - Lauren Lappin - Jessica Mendoza Tennis - Julie Anthony - Bob Bryan - Mike Bryan - John Doeg - Keith Gledhill - Julie Heldman - Barbara Jordan - Kathy Jordan - Gene Mayer - Sandy Mayer - Tim Mayotte - John McEnroe - Patrick McEnroe - Lindley Murray - Jared Palmer - Ted Schroeder - Roscoe Tanner - Jeff Tarango Vattenpolo - James Bergeson - Bret Bonanni - Alex Bowen - Doug Burke - Jody Campbell - Margaret Dingeldein - Christopher Dorst - Annika Dries - Ellen Estes - Jacqueline Frank DeLuca - Makenzie Fischer - Alison Gregorka - Ben Hallock - Drew Holland - Craig Klass - Andrew McDonald - Alan Mouchawar - Kiley Neushul - Wally O'Connor - Melissa Seidemann - Jessica Steffens - Brenda Villa - Dylan Woodhead Volleyboll - Logan Tom |